# Heinz Cibulka
Heinz Cibulka (ur. 16 stycznia 1943 w Wiedniu) – austriacki fotograf. W swoich fotografiach prowadzi dialog z rzeczywistością, porusza temat stereotypowego widzenia świata – łączy portrety z otaczającą je przestrzenią (prywatną, sakralną), poruszając problemy ludzkiej egzystencji. Charakterystyczne dla jego twórczości jest świadome posługiwanie się kiczem w kolażach i fotomontażach fotograficznych.

## Życiorys
W latach 1957–1961 studiował na Graphische Lehr-Versuchsanstalt w Wiedniu. 
We wczesnej fazie twórczości próbował sił w różnych dziedzinach: malarstwie, pisarstwie, kręceniu filmów, performancach. Dużą rolę na jego twórczość wywarły filmy i wywiady Petera Kubelki. Od 1972 roku tworzy cykle fotograficzne i zestawy Bildgedichte, obiekty i fotografie obiektów, cyfrowe kolaże fotograficzne, konceptualne teksty oraz przedstawienia.
Związany z ruchem Akcjonistów Wiedeńskich (grupa artystów tworząca w latach 60. i 70. W ich działaniach pojawiają się nawiązania do ikonografii pasyjnej, zbiorowego katharsis, rytuałów i obrzędów. Wyeksponowany jest motyw przemocy, cierpienia, składania ofiar.), po raz pierwszy towarzyszył im w 1965 roku podczas akcji balonikowej, której inicjatorem był Otto Muehl. 

## Nagrody
- 2006 Gold Medal of the Photographic Society Vienna
- 1998 Sebetia ter, Italy, międzynarodowa nagroda dla fotografii
- 1997 Austriacka Nagroda of Appraisal dla fotografii
- 1994 Award of the province of Lower Austria for photography
- 1989 Rupertinum photo award
- 1985 DAAD-scholarship Berlin
- 1981 Austrian Award for photography